# Королёвский сельсовет (Новосибирская область)
Королёвский сельсовет — сельское поселение в Колыванском районе Новосибирской области Российской Федерации.
Административный центр — село Королёвка.

## История
Статус и границы сельского поселения установлены Законом Новосибирской области от 2 июня 2004 года № 200-ОЗ «О статусе и границах муниципальных образований Новосибирской области»

## Население
| 2002 | 2010 | 2012 | 2013 | 2014 | 2015 | 2016 |
| ---- | ---- | ---- | ---- | ---- | ---- | ---- |
| 631  | ↘373 | ↘364 | ↘352 | ↘340 | ↘334 | ↘329 |
| 2017 | 2018 | 2019 | 2020 | 2021 |      |      |
| ↘317 | ↘304 | ↘293 | ↘289 | ↘282 |      |      |

## Состав сельского поселения
| № | Населённый пункт | Тип населённого пункта       | Население |
| - | ---------------- | ---------------------------- | --------- |
| 1 | Бобровичинск     | посёлок                      | ↘41       |
| 2 | Королёвка        | село, административный центр | ↘284      |
| 3 | Усть-Тоя         | деревня                      | ↘48       |